# Verband Deutscher Naturparke
Der Verband Deutscher Naturparke e. V. (VDN) ist seit 1963 der Dachverband der Naturparke in Deutschland, in dem sich die Träger der Naturparke zusammengeschlossen haben.
Die Mitgliedschaft kann von jedem Träger eines Naturparks auf Antrag erworben werden. Träger sind die Bundesländer, die durch ihre staatlichen Verwaltungen vertreten werden, Zweckverbände, eingetragenen Vereine oder andere öffentlich-rechtliche Körperschaften. Der VDN ist als ein gemäß Bundesnaturschutzgesetz zur Mitwirkung berufener Verband anerkannt.
Der Verein unterstützt seine Mitglieder dabei, die Naturparke aufzubauen und zu Vorbildlandschaften zu entwickeln. Der VDN ist Berater, fachliches Forum und Impulsgeber für die Naturparke, er macht die Aufgaben und Leistungen der Naturparke in der Öffentlichkeit bekannt, vertritt die Interessen der Naturparke auf politischer Ebene und fördert den Erfahrungsaustausch und die Zusammenarbeit zwischen den Naturparken in Deutschland und Europa. Beispiele für die Arbeit sind die „Qualitätsoffensive Naturparke“ als ein freiwilliges Instrument zur kontinuierlichen Verbesserung der Qualität von Arbeit und Angeboten der Naturparke und das „Petersberger Programm“ der Naturparke. Hiermit hat der VDN Schwerpunkte für die Entwicklung der Naturparke in den kommenden Jahren gesetzt. Weitere aktuelle Projekte sind „Naturparke in Deutschland – starke Partner für Biologische Vielfalt“, „Naturparke machen Schule“ und die „Naturpark-Entdecker-Westen“.

## Weblinks

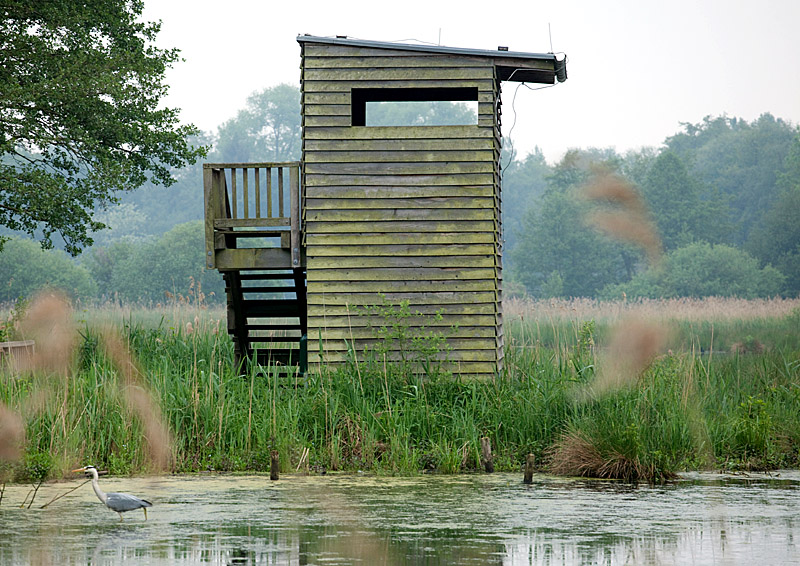
Naturschutz im Naturpark Schwalm-Nette. Beobachtungshütte für die Tierbeobachtung.